# Kastriot Dermaku
Kastriot Dermaku (Scandiano, Italia, 15 de enero de 1992) es un futbolista albanés que juega de defensa y se encuentra sin equipo tras abandonar la U. S. Lecce.

## Selección nacional
Dermaku es internacional con la selección de fútbol de Albania desde el 2 de octubre de 2018 cuando fue convocado para un amistoso frente a la selección de fútbol de Jordania y un partido de la Liga de Naciones de la UEFA 2018-19 frente a Israel. El 10 de octubre debutó frente a la selección jordana.
Antes de decidirse por la selección albanesa fue convocado por la selección de fútbol de Kosovo en agosto y septiembre para la disputa de dos encuentros de la Liga de Naciones de la UEFA. Al no debutar con la selección kosovar decidió jugar con Albania.

## Clubes
| Club                    | País   | Año       |
| ----------------------- | ------ | --------- |
| A. S. Melfi             | Italia | 2011-2015 |
| Empoli F. C.            | Italia | 2015-2017 |
| F. C. Pavia (cedido)    | Italia | 2015-2016 |
| A. S. Lucchese (cedido) | Italia | 2016-2017 |
| Cosenza Calcio          | Italia | 2017-2019 |
| Parma Calcio            | Italia | 2019-2021 |
| U. S. Lecce (cedido)    | Italia | 2020-2021 |
| U. S. Lecce             | Italia | 2021-2024 |

## Palmarés

### Campeonatos nacionales
| Título  | Club        | País   | Año  |
| ------- | ----------- | ------ | ---- |
| Serie B | U. S. Lecce | Italia | 2022 |